# Colonia Llano Pericón
Colonia Llano Pericón är en ort i Mexiko.   Den ligger i kommunen Acatepec och delstaten Guerrero, i den sydöstra delen av landet, 240 km söder om huvudstaden Mexico City. Colonia Llano Pericón ligger 1 947 meter över havet och antalet invånare är 109.
Terrängen runt Colonia Llano Pericón är kuperad åt nordost, men åt sydväst är den bergig. Runt Colonia Llano Pericón är det ganska glesbefolkat, med 42 invånare per kvadratkilometer. Närmaste större samhälle är Acatepec, 3,3 km väster om Colonia Llano Pericón. I omgivningarna runt Colonia Llano Pericón växer huvudsakligen savannskog.